# Oliver Marach
Oliver Marach (16 de julio de 1980 en Graz, Austria) es un jugador de tenis austríaco.

## Carrera
Comenzó a jugar tenis a los seis años. Su apodo es "Oli" de amigos y familiares. Su padre, se llama Hans-Karl y trabaja para una compañía de planificación electrónica. Su madre, Hildegard, es ama de casa. Tiene una hermana mayor, Michaela. Dentro de sus pasatiempos favoritos incluyen reunirse con los amigos, jugar a las cartas y disfruta de una copa de vino dulce. Sus ídolos de su niñez fueron Andre Agassi, Pete Sampras, Roger Federer y su compatriota Thomas Muster. Sus superficies favoritas son la arcilla y las canchas duras lentas. Considera su golpe de derecha como su mejor golpe.
Hasta el momento ha obtenido 13 títulos en su carrera de la categoría ATP World Tour, tres de ellos son ATP World Tour 500 y los diez restantes 250. Todos sus títulos hasta el momento fueron en la modalidad de dobles.

### Copa Davis
Desde 2003 es participante del Equipo de Copa Davis de Austria. Tiene en esta competición un récord total de partidos ganados/perdidos de 6/3 (3/1 en individuales y 3/2 en dobles).

## Torneo de Grand Slam

### Dobles

#### Títulos (1)
| Año  | Torneo               | Pareja     | Oponentes en la final             | Resultado |
| 2018 | Abierto de Australia | Mate Pavić | Juan Sebastián Cabal Robert Farah | 6-4, 6-4  |

#### Finalista (2)
| Año  | Torneo        | Pareja     | Oponentes en la final               | Resultado                    |
| 2017 | Wimbledon     | Mate Pavić | Łukasz Kubot Marcelo Melo           | 7-5, 5-7, 6-7(2), 6-3, 11-13 |
| 2018 | Roland Garros | Mate Pavić | Pierre-Hugues Herbert Nicolas Mahut | 2-6, 6-7(4)                  |

## Títulos ATP (23; 0+23)

### Dobles (23)
| Leyenda                   |
| Grand Slam (1)            |
| ATP Wourld Tour Final (0) |
| ATP Masters 1000 (0)      |
| ATP World Tour 500 (4)    |
| ATP World Tour 250 (18)   |

| N.º | Fecha                    | Torneo               | Superficie     | Compañero            | Oponentes en la final                  | Resultado            |
| --- | ------------------------ | -------------------- | -------------- | -------------------- | -------------------------------------- | -------------------- |
| 1.  | 16 de septiembre de 2007 | Bucarest             | Tierra batida  | Michal Mertinak      | Martín García Sebastián Prieto         | 7-6(2), 7-6(10)      |
| 2.  | 25 de enero de 2008      | Acapulco             | Tierra batida  | Michal Mertinak      | Agustín Calleri Luis Horna             | 6-2, 6-7(3), [10-7]  |
| 3.  | 6 de abril de 2009       | Casablanca           | Tierra batida  | Lukasz Kubot         | Simon Aspelin Paul Hanley              | 7-6(4), 3-6, [10-7]  |
| 4.  | 4 de mayo de 2009        | Belgrado             | Tierra batida  | Lukasz Kubot         | Johan Brunstrom Jean-Julien Rojer      | 6-2, 7-6(3)          |
| 5.  | 26 de octubre de 2009    | Viena                | Dura (i)       | Lukasz Kubot         | Julian Knowle Jürgen Melzer            | 6-2, 4-6, [11-9]     |
| 6.  | 7 de febrero de 2010     | Santiago             | Tiuerra batida | Lukasz Kubot         | Potito Starace Horacio Zeballos        | 6-4, 6-0             |
| 7.  | 22 de febrero de 2010    | Acapulco             | Tierra batida  | Lukasz Kubot         | Fabio Fognini Potito Starace           | 6-0, 6-0             |
| 8.  | 9 de mayo de 2010        | Múnich               | Tierra batida  | Santiago Ventura     | Eric Butorac Michael Kohlmann          | 5-7, 6-3, [16-14]    |
| 9.  | 20 de febrero de 2011    | Buenos Aires         | Tierra batida  | Leonardo Mayer       | André Sá Franco Ferreiro               | 7-6(6), 6-3          |
| 10. | 24 de julio de 2011      | Hamburgo             | Tierra batida  | Alexander Peya       | Frantisek Cermak Filip Polasek         | 6-4, 6-1             |
| 11. | 2 de octubre de 2011     | Bangkok              | Dura (i)       | Aisam-Ul-Haq Qureshi | Michael Kohlmann Alexander Waske       | 7-6(4), 7-6(5)       |
| 12. | 14 de enero de 2012      | Auckland             | Dura           | Alexander Peya       | Frantisek Cermak Filip Polasek         | 6-3, 6-2             |
| 13. | 8 de febrero de 2014     | Viña del Mar         | Tierra batida  | Florin Mergea        | Juan Sebastián Cabal Robert Farah      | 6-3, 6-4             |
| 14. | 10 de enero de 2016      | Chennai              | Dura           | Fabrice Martin       | Austin Krajicek Benoît Paire           | 6-3, 7-5             |
| 15. | 21 de febrero de 2016    | Delray Beach         | Dura           | Fabrice Martin       | Bob Bryan Mike Bryan                   | 3-6, 7-6(7), [13-11] |
| 16. | 30 de julio de 2017      | Gstaad               | Tierra batida  | Philipp Oswald       | Jonathan Eysseric Franko Škugor        | 6-3, 4-6, [10-8]     |
| 17. | 22 de octubre de 2017    | Estocolmo            | Dura (i)       | Mate Pavić           | Aisam-ul-Haq Qureshi Jean-Julien Rojer | 3-6, 7-6(6), [10-4]  |
| 18. | 5 de enero de 2018       | Doha                 | Dura           | Mate Pavić           | Jamie Murray Bruno Soares              | 6-2, 7-6(6)          |
| 19. | 12 de enero de 2018      | Auckland             | Dura           | Mate Pavić           | Max Mirnyi Philipp Oswald              | 6-4, 5-7, [10-7]     |
| 20. | 27 de enero de 2018      | Abierto de Australia | Dura           | Mate Pavić           | Juan Sebastián Cabal Robert Farah      | 6-4, 6-4             |
| 21. | 26 de mayo de 2018       | Ginebra              | Tierra batida  | Mate Pavić           | Ivan Dodig Rajeev Ram                  | 3-6, 7-6(3), [11-9]  |
| 22. | 25 de mayo de 2019       | Ginebra              | Tierra batida  | Mate Pavić           | Matthew Ebden Robert Lindstedt         | 6-4, 6-4             |
| 23. | 28 de julio de 2019      | Hamburgo             | Tierra batida  | Jürgen Melzer        | Robin Haase Wesley Koolhof             | 6-2, 7-6(3)          |

#### Finalista (30)
| N.º | Fecha                 | Torneo          | Superficie    | Compañero            | Oponentes en la final                 | Resultado                    |
| --- | --------------------- | --------------- | ------------- | -------------------- | ------------------------------------- | ---------------------------- |
| 1.  | 28 de mayo de 2006    | Pörtschach      | Tierra batida | Cyril Suk            | Paul Hanley Jim Thomas                | 3-6, 6-4, [5-10]             |
| 2.  | 16 de julio de 2006   | Båstad          | Tierra batida | Christopher Kas      | Jonas Björkman Thomas Johansson       | 3-6, 6-4, [4-10]             |
| 3.  | 30 de julio de 2006   | Kitzbühel       | Tierra batida | Cyril Suk            | Philipp Kohlschreiber Stefan Koubek   | 2-6, 3-6                     |
| 4.  | 29 de abril de 2007   | Casablanca      | Tierra batida | Łukasz Kubot         | Jordan Kerr David Škoch               | 6-7(4), 6-1, [4-10]          |
| 5.  | 3 de enero de 2009    | Acapulco        | Tierra batida | Łukasz Kubot         | František Čermák Michal Mertiňák      | 6-4, 4-6, [7-10]             |
| 6.  | 14 de febrero de 2010 | Costa do Sauipe | Tierra batida | Łukasz Kubot         | Pablo Cuevas Marcel Granollers        | 5-7, 4-6                     |
| 7.  | 6 de febrero de 2011  | Santiago        | Tierra batida | Łukasz Kubot         | Marcelo Melo Bruno Soares             | 3-6, 6-7(3)                  |
| 8.  | 1 de mayo de 2011     | Belgrado        | Tierra batida | Alexander Peya       | František Čermák Filip Polášek        | 5-7, 2-6                     |
| 9.  | 26 de mayo de 2012    | Niza            | Tierra batida | Filip Polášek        | Bob Bryan Mike Bryan                  | 6-7(5), 3-6                  |
| 10. | 28 de abril de 2013   | Bucarest        | Tierra batida | Lukáš Dlouhý         | Max Mirnyi Horia Tecău                | 6-4, 4-6, [6-10]             |
| 11. | 27 de octubre de 2013 | Basilea         | Dura (i)      | Julian Knowle        | Treat Huey Dominic Inglot             | 3-6, 6-3, [4-10]             |
| 12. | 13 de julio de 2014   | Båstad          | Tierra batida | Jérémy Chardy        | Nicholas Monroe Johan Brunström       | 6-4, 6-7(5), [7-10]          |
| 13. | 22 de febrero de 2015 | Río de Janeiro  | Tierra batida | Pablo Andújar        | Martin Kližan Philipp Oswald          | 6-7(3), 4-6                  |
| 14. | 1 de marzo de 2015    | Buenos Aires    | Tierra batida | Pablo Andújar        | Jarkko Nieminen André Sá              | 6-4, 4-6, [7-10]             |
| 15. | 2 de agosto de 2015   | Gstaad          | Tierra batida | Aisam-ul-Haq Qureshi | Alexander Bury Denis Istomin          | 6-3, 2-6, [5-10]             |
| 16. | 12 de junio de 2016   | Stuttgart       | Hierba        | Fabrice Martin       | Marcus Daniell Artem Sitak            | 7-6(4), 4-6, [8-10]          |
| 17. | 2 de octubre de 2016  | Shenzhen        | Dura          | Fabrice Martin       | Fabio Fognini Robert Lindstedt        | 6-7(4), 3-6                  |
| 18. | 30 de octubre de 2016 | Viena           | Dura (i)      | Fabrice Martin       | Łukasz Kubot Marcelo Melo             | 6-4, 3-6, [11-13]            |
| 19. | 18 de junio de 2017   | Stuttgart       | Hierba        | Mate Pavić           | Jamie Murray Bruno Soares             | 7-6(4), 5-7, [5-10]          |
| 20. | 30 de junio de 2017   | Antalya         | Hierba        | Mate Pavić           | Robert Lindstedt Aisam-ul-Haq Qureshi | 5-7, 1-4, ret.               |
| 21. | 15 de julio de 2017   | Wimbledon       | Hierba        | Mate Pavić           | Łukasz Kubot Marcelo Melo             | 7-5, 5-7, 6-7(2), 6-3, 11-13 |
| 22. | 18 de febrero de 2018 | Róterdam        | Dura (i)      | Mate Pavić           | Pierre-Hugues Herbert Nicolas Mahut   | 6-2, 2-6, [7-10]             |
| 23. | 22 de abril de 2018   | Montecarlo      | Tierra batida | Mate Pavić           | Bob Bryan Mike Bryan                  | 6-7(5), 3-6                  |
| 24. | 9 de junio de 2018    | Roland Garros   | Tierra batida | Mate Pavić           | Pierre-Hugues Herbert Nicolas Mahut   | 2-6, 6-7(4)                  |
| 25. | 29 de julio de 2018   | Hamburgo        | Tierra batida | Mate Pavić           | Julio Peralta Horacio Zeballos        | 1-6, 6-4, [6-10]             |
| 26. | 7 de octubre de 2018  | Pekín           | Dura          | Mate Pavić           | Łukasz Kubot Marcelo Melo             | 1-6, 4-6                     |
| 27. | 20 de julio de 2019   | Umag            | Tierra batida | Jürgen Melzer        | Robin Haase Philipp Oswald            | 5-7, 7-6(2), [12-14]         |
| 28. | 29 de febrero de 2020 | Dubái           | Dura          | Raven Klaasen        | John Peers Michael Venus              | 3-6, 2-6                     |
| 29. | 29 de mayo de 2021    | Parma           | Tierra batida | Aisam-ul-Haq Qureshi | Simone Bolelli Máximo González        | 3-6, 3-6                     |
| 30. | 3 de octubre de 2021  | Sofía           | Dura (i)      | Philipp Oswald       | Jonny O'Mara Ken Skupski              | 3-6, 4-6                     |